# Serra de Cabrerola
La Serra de Cabrerola és una serra situada al municipi de Sant Hilari Sacalm (Selva).